# Cordillera de Talamanca
Cordillera de Talamanca – pasmo górskie w południowo-wschodniej Kostaryce i częściowo w zachodniej Panamie. Ciągnie się na długości około 160 km. Najwyższy szczyt tego pasma to Cerro Chirripó – 3820 m n.p.m.
Przez Cordillera de Talamanca przebiega na wysokości ponad 3000 m Droga Panamerykańska, łącząca stolicę kraju San José, położoną w kotlinie Meseta Centralna, z południowo-wschodnią częścią kraju i dalej z Panamą.
Przyroda pasma górskiego chroniona jest w dwóch parkach narodowych: Chirripó i La Amistad.
Ważniejsze szczyty:
- Cerro Chirripó – 3820 m n.p.m.
- Cerro Kamuk – 3554 m n.p.m.
- Cerro Buenavista – 3491 m n.p.m.
- Cerro Durika – 3280 m n.p.m.

## Linki zewnętrzne

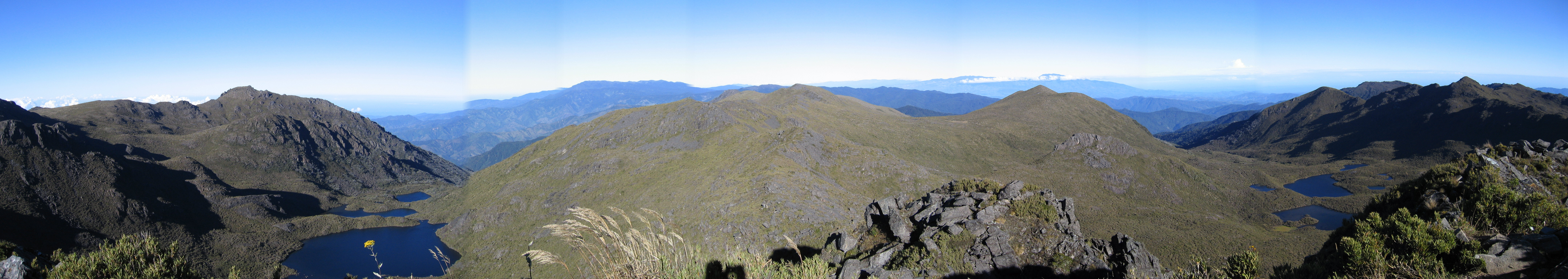
Panorama Cordillera de Talamanca z Cerro Chirripó w centrum